# Suhpalacsa hermosus
Suhpalacsa hermosus är en insektsart som beskrevs av Banks 1913. Suhpalacsa hermosus ingår i släktet Suhpalacsa och familjen fjärilsländor. Inga underarter finns listade i Catalogue of Life.